# 1868 in Italia

## Avvenimenti
- 5 gennaio: inizia il governo Menabrea II (termina il 13 maggio 1869)[1].

- 14 gennaio: il ministro dell’istruzione Emilio Broglio nomina una commissione presieduta da Alessandro Manzoni, per occuparsi della "questione della lingua". I risultati sono contenuti nella relazione "Dell'unità della lingua e dei mezzi di diffonderla".[2]

- 29 febbraio: Pio IX pubblica il Non expedit, una disposizione che dichiarò inaccettabile, per i cattolici italiani, partecipare alle elezioni politiche del Regno.[3][4]

- 2 maggio: Pio IX approva l'Azione cattolica italiana con il breve apostolico Dum filii Belial.[5]

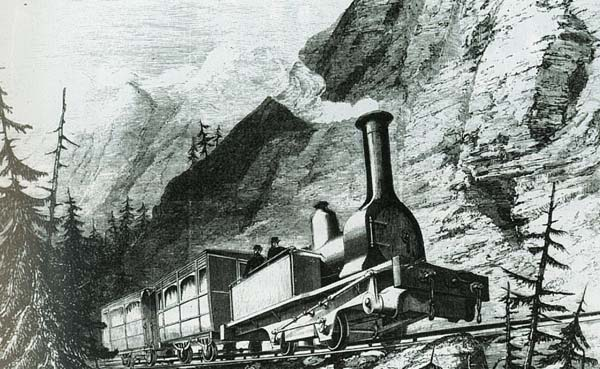
Ferrovia del Moncenisio.

- 15 giugno: apre al traffico la ferrovia del Moncenisio che attraversa la Alpi.[6] Torino è ora a un giorno da Parigi.

- 7 luglio: viene promulgata la legge sulla tassa sul macinato.[7] La lotta contro il «brigantaggio», la guerra con l’Austria e gli importanti lavori pubblici avevano creato rilevanti problemi al bilancio. Il ministero della Finanze persegue una severa politica di austerità per raggiungere l'equilibrio. Introduce una tassa sulla farina, facilmente riscuotibile, che colpisce però le classi meno abbienti, in particolare nel sud; entra in vigore il 1º gennaio 1869. L'introduzione della tassa fece scoppiare nel Regno rivolte, duramente represse.

## Culture

### Archeologia
- viene scavata la tomba dell'Orco, detta anche tomba dei Murina, un etrusco della necropoli dei Monterozzi.[8]

### Musica
- 5 marzo: il Mefistofele, opera d'Arrigo Boito debutta a La Scala di Milano.[9][10]

- 13 novembre: muore a Passy, Gioacchino Rossini.

### Letteratura
- sono pubblicati:
  - L'altrieri. Nero su bianco, romanzo breve autobiografico di Carlo Dossi, sua opera prima.
  - Un giorno a Madera, romanzo epistolare di Paolo Mantegazza
  - Le ombre, romanzo di Francesco Mastriani.